# Chinaberry
Chinaberry, también conocida como Casa Williams-Converse, es una residencia histórica ubicada en Aiken, Carolina del Sur, Estados Unidos. Fue incluido en el Registro Nacional de Lugares Históricos en 1982.

## Historia
La casa fue construida en 1824 para William W. Williams quien fue una persona prominente a nivel local y plantador que sirvió en la Cámara de Representantes de Carolina del Sur (1830-1831). El diseño de la casa incorpora materiales y métodos de construcción característicos de una granja de Carolina de principios del siglo XIX, y es el único hito sobreviviente conocido en Aiken asociado con la fundación de la ciudad a mediados de la década de 1830.
En el patio delantero de la propiedad se produjo una escaramuza de la Guerra de Secesión.